# 連邦軍総監 (ドイツ)
連邦軍総監（れんぽうぐんそうかん ドイツ語: Generalinspekteur der Bundeswehr、略称：GenInspBw）は、ドイツ連邦軍における軍人の最高位の役職である。連邦政府（連邦首相）ならびに連邦国防省（連邦国防大臣）を補佐する軍事顧問であり、四つ星の大将の階級が充てられる。
その職務は、連邦国防大臣のために連邦軍全体の計画および発展の実現に責任を負い、陸軍、空軍、海軍、救護業務軍、戦力基盤軍に各々1名の幕僚長を従える。軍事指導者会議（MFR）を主催し、全軍の統合作戦に寄与する。

## 概要
連邦軍総監の職務は、その名称が示す軍に対する監察団を指示する監察官ではなく、連邦軍指揮幕僚監部の最高幹部として連邦軍全体を指導・統括する。連邦軍総監は長期間にわたり「指揮権を伴わない将官」とされながらも、一部の高等単位部隊を制御していた。2002年8月から連邦軍全体に対する指揮命令を自由に行使できるよう権限が移譲された。このためポツダムに所在する連邦軍出動指揮司令部（EinsFüKdoBw）が連邦軍総監に従属する。これらの再編成により連邦軍総監の地位は強化される。
連邦軍総監は、連邦国防大臣の任期に依存しないという提案により、連邦大統領によって候補者が任命される。連邦軍総監は連邦国防省第2事務局が所在するベルリンに公邸を持つ。
1970年以来、連邦軍総監は准将を長とする連邦軍総監教育委員会に対して監察権を行使し連邦軍における内面統制を掌握する。
2008年6月1日から、総監の運用事項として連邦国防省運用指揮幕僚監部から直接報告を受ける体制となる。

## 歴史
1970年3月21日にヘルムート・シュミット国防大臣は連邦軍指揮大学校の訪問時に統合参謀機能について「国防省の軍隊計画のための全体責任（Gesamtverantwortlichen für die Bundeswehrplanung im Verteidigungsministerium）」で言及する。これにより、統合参謀長としての職責・地位が明確に確立された。
2005年1月21日には連邦国防大臣ペーター・シュトルックによる提案である新国防政策綱領に基づいたベルリン令が採択され、これに置き換えられて国務長官の権限が強化される。総監は文民統制の下で、国防大臣不在時には中央軍事当局者としてその地位を選出され、総監部と五軍の幕僚長を従えて軍を統括する。連邦軍指揮幕僚監部を対象とする幕僚長に陸・空軍少将もしくは海軍少将を指名・調整する。戦力基盤軍の軍事指揮権を専管事項とし、各軍の最高幹部によって構成される三つの委員会を設けて、特有の問題について議論される。
一つ目の委員会である軍事指導者会議では、議長として会議を構成し統合参謀議長としての機能を持つ。二つ目の委員会には軍の運用に関わる助言機能についてで国防省との調整に当たる。幕僚長は文民の長と対等の立場で軍の運用について助言する。三つ目の委員会については国防省に対する国軍助言機能があり、助言する以前の段階にて装備や資材や組織に関する提案および予算計画について議論することがある。

## 歴代総監
| 代 | 写真 | 氏名                                                                    | 着任           | 離任           | 連邦国防大臣（所属政党） |
| -- | ---- | ----------------------------------------------------------------------- | -------------- | -------------- | --- |
| 1  |      | アドルフ・ホイジンガー陸軍大将 Adolf Heusinger                          | 1957年6月1日   | 1961年3月31日  | フランツ・ヨーゼフ・シュトラウス（CDU） |
| 2  |      | フリードリヒ・フェルチュ陸軍大将 Friedrich Foertsch                     | 1961年4月1日   | 1963年12月31日 | フランツ・ヨーゼフ・シュトラウス（CDU） カイ＝ウヴェ・フォン・ハッセル（CDU）                                                                 |
| 3  |      | ハインツ・トレットナー陸軍大将 Heinz Trettner                           | 1964年1月1日   | 1966年8月25日  | カイ＝ウヴェ・フォン・ハッセル（CDU） |
| 4  |      | ウルリッヒ・デメジエール陸軍大将 Ulrich de Maizière                     | 1966年8月25日  | 1972年3月31日  | カイ＝ウヴェ・フォン・ハッセル（CDU） ゲアハルト・シュレーダー（CDU） ヘルムート・シュミット（SPD）                                           |
| 5  |      | アルミン・ツィンマーマン海軍大将 Armin Zimmermann                       | 1972年4月1日   | 1976年11月30日 | ゲオルク・レーバー（SPD） |
| 6  |      | ハラルド・ヴスト空軍大将 Harald Wust                                    | 1976年12月21日 | 1978年12月11日 | ゲオルク・レーバー（SPD） |
| 7  |      | ユルゲン・ブラント陸軍大将 Jürgen Brandt                                | 1978年12月12日 | 1983年3月31日  | ハンス・アーペル（SPD） マンフレート・ヴェルナー（CDU）                                                                                       |
| 8  |      | ヴォルフガング・アルテンブルク陸軍大将 Wolfgang Altenburg               | 1983年4月1日   | 1986年9月30日  | マンフレート・ヴェルナー（CDU） |
| 9  |      | ディーター・ヴェラースホフ海軍大将 Dieter Wellershoff                   | 1986年10月1日  | 1991年9月30日  | マンフレート・ヴェルナー（CDU） ルパート・ショルツ（CDU） ゲルハルト・シュトルテンベルク（CDU）                                               |
| 10 |      | クラウス・ナウマン陸軍大将 Klaus Naumann                                | 1991年10月1日  | 1996年2月8日   | ゲルハルト・シュトルテンベルク（CDU） フォルカー・リューエ（CDU）                                                                             |
| 11 |      | ハルトムート・バッガー陸軍大将 Hartmut Bagger                           | 1996年2月8日   | 1999年3月31日  | フォルカー・リューエ（CDU） ルドルフ・シャーピング（SPD）                                                                                     |
| 12 |      | ハンス＝ペーター・フォン・キルヒバッハ陸軍大将 Hans-Peter von Kirchbach | 1999年4月1日   | 2000年6月30日  | ルドルフ・シャーピング（SPD） |
| 13 |      | ハラルド・クヤート空軍大将 Harald Kujat                                 | 2000年7月1日   | 2002年6月30日  | ルドルフ・シャーピング（SPD） |
| 14 |      | ヴォルフガング・シュナイダーハン陸軍大将 Wolfgang Schneiderhan          | 2002年7月1日   | 2009年11月26日 | ルドルフ・シャーピング（SPD） ペーター・シュトルック（SPD） フランツ・ヨーゼフ・ユング（CDU） カール＝テオドール・ツー・グッテンベルク（CSU） |
| 15 |      | フォルカー・ヴィーカー陸軍大将 Volker Wieker                            | 2010年1月21日  | 2018年4月18日  | カール＝テオドールツーグッテンベルク（CSU） トーマス・デメジエール（CDU） ウルズラ・フォン・デア・ライエン（CDU）                             |
| 16 |      | エーベルハルト・ツォルン陸軍大将 Eberhard Zorn                          | 2018年4月18日  | 2023年3月16日  | ウルズラ・フォン・デア・ライエン（CDU） アンネグレート・クランプ＝カレンバウアー（CDU） クリスティーネ・ランブレヒト（SPD）                   |
| 17 |      | カルステン・ブロイアー陸軍大将 Carsten Breuer                           | 2023年3月17日  |                | ボリス・ピストリウス（SPD） |

## 副総監
連邦軍総監には2種類の代理人がいる。

連邦軍副総監旗

副総監は1964年から2003年まで連邦国防省軍事本部の一員として存在した。連邦国防省軍事本部の総監常設代表（ständiger Vertreter des Generalinspekteurs）として大臣の専門任務を補佐するため、軍事政策と軍備管理に責任を負う。ただし、大臣権限のおよぶ範囲内に限る。副総監には陸・空軍中将または海軍中将があてられた。
2003年に全軍指揮幕僚監部と戦力基盤軍の中枢機能は合併し、戦力基盤軍総監と機能が統合された。これにより、副総監の職名は戦力基盤軍総監兼連邦軍総監常設代表（Stellvertreter des Generalinspekteurs der Bundeswehr und Inspekteur der Streitkräftebasis）に改名され、戦力基盤軍総監を兼務する事となる。

### 歴代副総監
| 代 | 写真 | 氏名                                                                                       | 着任       | 離任      | 備考 |
| -- | ---- | ------------------------------------------------------------------------------------------ | ---------- | --------- | ---- |
| 1  |      | グスタフ＝アドルフ・クンセン陸軍中将 Gustav-Adolf Kuntzen                                  | 1964年     | 1967年    |      |
| 2  |      | ヘルベルト・ブシュ空軍中将 Herbert Büchs                                                   | 1967年     | 1971年    |      |
| 3  |      | ベルント・フライターク・フォン・ローリングホーフェン陸軍中将 Bernd Freytag von Loringhoven | 1971年     | 1973年    |      |
| 4  |      | カール・シュネル陸軍中将 Karl Schnell                                                      | 1973年     | 1975年    |      |
| 5  |      | ハラルド・ヴスト空軍中将 Harald Wust                                                       | 1975年     | 1976年    |      |
| 6  |      | リューディガー・フォン・ライヒェルト陸軍中将 de:Rüdiger von Reichert                       | 1976年     | 1978年    |      |
| 7  |      | ヨハネス・ポッペル陸軍中将 de:Johannes Poeppel                                             | 1978年     | 1979年    |      |
| 8  |      | ヘルムート・ハインツ空軍中将 Helmut Heinz                                                  | 1979年     | 1982年    |      |
| 9  |      | ヴァルター・ヴィンディッシュ空軍中将 de:Walter Windisch                                    | 1982年     | 1985年    |      |
| 10 |      | ホルスト・ユンクルト空軍中将 de:Horst Jungkurth                                            | 1985年     | 1987年    |      |
| 11 |      | ジークフリート・ストーベック陸軍中将 Siegfried Storbeck                                    | 1987年     | 1991年    |      |
| 12 |      | ユルゲン・シュネル空軍中将 de:Jürgen Schnell                                               | 1991年     | 1994年    |      |
| 13 |      | ハンス・フランク海軍中将 Hans Frank                                                        | 1994年     | 1999年    |      |
| 14 |      | ハルトムート・モエド空軍中将 Hartmut Moede                                                 | 1999年     | 2000年    |      |
| 15 |      | ライナー・ファイスト海軍中将 de:Rainer Feist                                               | 2000年     | 2002年    |      |
| 16 |      | ディルク・ブッカー空軍中将 Dirk Böcker                                                     | 2002年     | 2005年3月 |      |
| 17 |      | ヨハン＝ゲオルク・ドーラ空軍中将 de:Johann-Georg Dora                                      | 2005年4月  | 2010年9月 |      |
| 18 |      | ギュンター・ヴァイラー陸軍中将 de:Günter Weiler                                            | 2010年9月  | 2013年4月 |      |
| 19 |      | ペーター・シェルツィヒ空軍中将 de:Peter Schelzig                                           | 2013年5月  | 2015年9月 |      |
| 20 |      | マルクス・クナイプ陸軍中将 de:Markus Kneip                                                 | 2015年10月 | 2017年7月 |      |
| 21 |      | ヨアヒム・リューレ海軍中将 de:Joachim Rühle                                                | 2017年7月  | 2020年3月 |      |
| 22 |      | マルクス・ラウベンタール陸軍中将 de:Markus Laubenthal                                      | 2020年4月  | 2024年3月 |      |
| 23 |      | アンドレアス・ホッペ空軍中将 de:Andreas Hoppe (General)                                    | 2024年4月  |           |      |